# 香城敏麿
香城 敏麿（こうじょう としまろ、1935年8月30日 - 2007年3月22日）は、日本の裁判官。北海道札幌市出身。

## 概要
東京大学法学部を卒業。1958年に司法修習生となる。1960年4月に東京地裁判事補となり、1962年8月から法務省刑事局付検事となり、アメリカ留学を経て、1970年に東京地裁判事に就任。1973年から最高裁調査官として猿払事件や全逓名古屋中郵事件に関与。1978年4月に大阪高裁判事、1981年4月に東京高裁判事、1985年11月に東京地裁部総括判事を、1988年4月に最高裁上席調査官に就任。その後、東京高裁判事、大分地・家裁所長、静岡地裁所長、東京高裁部総括判事を歴任。1999年4月に福岡高裁長官に就任し、2000年8月に定年退官した。
2001年に独協大法学部教授。同年11月に電気通信事業紛争処理委員会委員長に就任。健康上の理由で2007年2月に電気通信事業紛争処理委員会委員長を退任。
2007年3月に死去。